# Хосе Ареас
Хосе́ Аре́ас (José Areas; *25 липня 1946, Леон, Нікарагуа) — нікарагуанський перкусіоніст. Номінований до Зали слави рок-н-ролу як ударник гурту Santana, в якому він перебував з 1969 по 1980 р.р.